# Sidney Crosby
Sidney Patrick Crosby OC (ur. 7 sierpnia 1987 w Halifaksie, Nowa Szkocja) – kanadyjski hokeista, reprezentant Kanady, kapitan drużyny Pittsburgh Penguins w lidze NHL.
Dwukrotny mistrz olimpijski (2010, 2014), mistrz świata (2015), zdobywca Pucharu Świata (2016), zdobywca Pucharu Stanleya (2009, 2016, 2017), uczestnik mistrzostw świata seniorów (2006), złoty (2005) i srebrny (2004) medalista mistrzostw świata juniorów. Zdobywca wielu nagród indywidualnych przyznawanych zawodnikom NHL. Członek Triple Gold Club od 2015.
Jego numer na koszulce (87) pochodzi od daty urodzenia (7/8/87). Podpisany w czerwcu 2012 kontrakt, obowiązujący do 2025 roku, opiewa na sumę 104,4 miliona dolarów, co daje 8,7 miliona rocznie.
Uważany za jednego z najlepszych zawodników na świecie. Jest zawodnikiem bardzo skutecznym punktowo, ale również mentalnym liderem na lodowisku i poza nim - w pierwszym sezonie w roli kapitana doprowadził swój zespół do finału pucharu Stanleya, a w drugim sięgnął po to trofeum jako najmłodszy kapitan w historii; poprowadził też reprezentację Kanady do drugiego olimpijskiego złota. Jego rywalizacja z zawodnikiem Washington Capitals, Aleksandrem Owieczkinem, budzi spore emocje zarówno na poziomie NHL, jak i hokeja reprezentacyjnego, i jest przedmiotem porównań i analiz.
W trakcie kariery zyskał pseudonimy Sid The Kid, The Next One. Kariera Crosby’ego była wielokrotnie hamowana przez kontuzje.

## Rodzina
Sidney wychowywał się i dorastał w Cole Harbour, jednak urodził się w Halifaksie, gdyż w jego rodzinnej miejscowości nie było szpitala. Jest synem hokeisty Troya i Triny. Ojciec był bramkarzem w zespole Verdun Junior Canadiens, grającym w lidze QMJHL. W 1984 był draftowany z numerem 240 przez Montreal Canadiens, ale nigdy nie zagrał na boiskach NHL. W związku z tym Crosby był kibicem zespołu z Montrealu. Jego idolem był Steve Yzerman.
Ma młodszą siostrę Taylor, która podobnie jak niegdyś ojciec, gra w hokeja na pozycji bramkarza. 

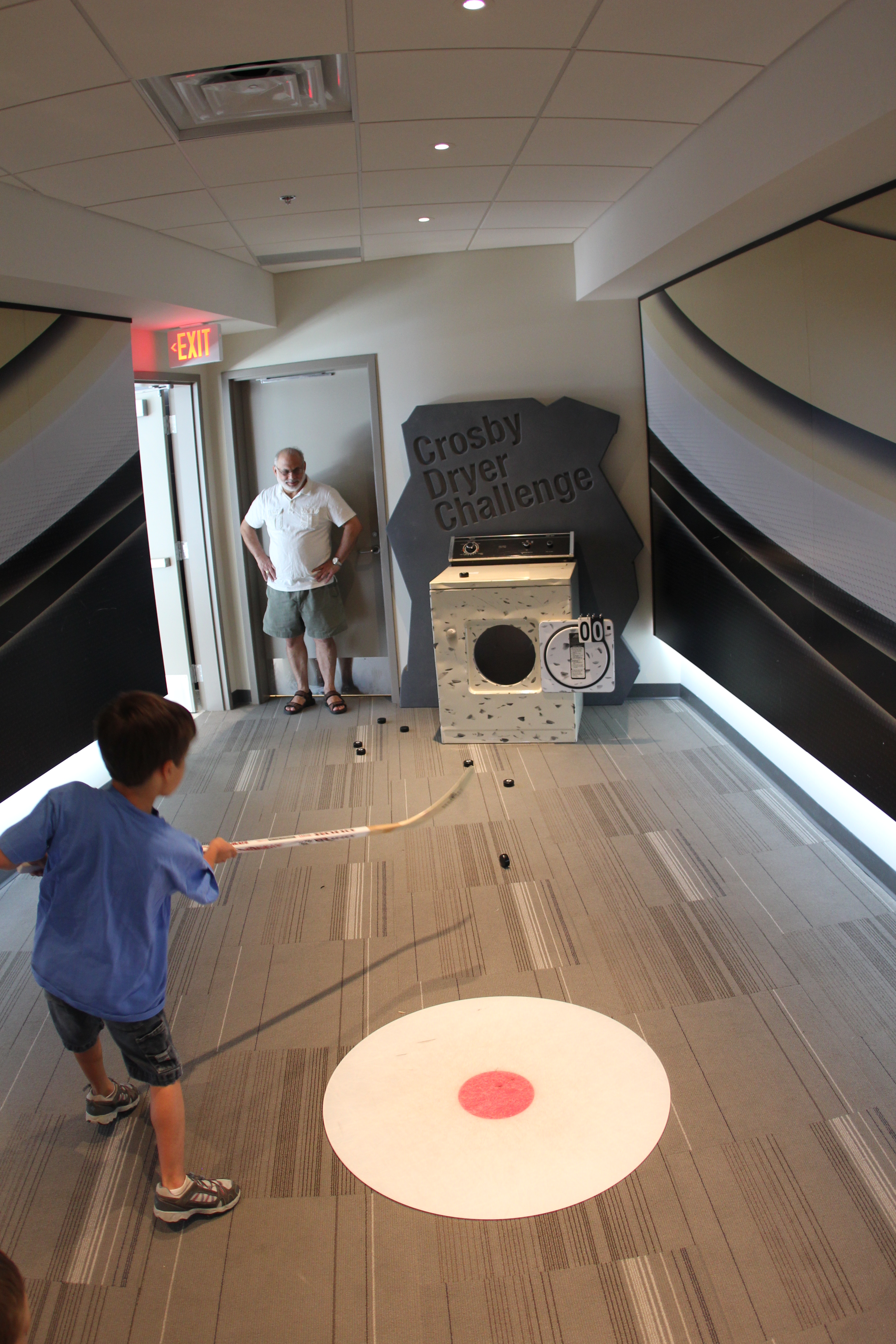
Jako dziecko, Sidney ćwiczył jak ten chłopiec

## Początki
Jazdę na łyżwach zaczął w wieku 4 lat. Od małego zapowiadał się na zawodnika wysokiej klasy i już jako 7-latek udzielił pierwszego wywiadu dla gazety.
Do ukończenia 15 roku życia uczęszczał do szkoły w rodzinnym Cole Harbour oraz grał w miejscowym klubie Cole Harbour Red Wings. Był zdolnym uczniem, osiągającym bardzo dobre wyniki zarówno w sporcie, jak i w nauce Kiedy ukończył wymagany wiek mógł zostać zakontraktowany w lidze midget - rozegrał sezon 2001–2002 w barwach Dartmouth Subways i zdobywając 217 punktów i doprowadził drużynę do drugiego miejsca w Air Canada Cup 2002.
W następnym sezonie wraz z rodziną zdecydowali się przejście Sidneya w ramach amerykańskiego projektu do internatu Shattuck-Saint Mary’s w stanie Minnesota, gdzie w latach 2002 - 2003 zdobył 72 bramki w 57 rozegranych meczach i doprowadził drużynę do mistrzostwa AAA do lat 18.

## Junior
W 2003 roku został wybrany z numerem pierwszym w drafcie QMJHL przez klub Rimouski Océanic. W nowym zespole zaliczył rewelacyjny debiut zdobywając 8 punktów, w związku z czym koledzy nadali mu przydomek „Darryl”, nawiązujący do wyczynu Darryla Sittlera - 10 punktów w meczu NHL w 1976. Bardzo szybko, dzięki swoim nieprzeciętnym umiejętnościom, uzyskał renomę genialnego zawodnika, zdobywając w pierwszym sezonie swoich występów w QMJHL tytuł: 'gracza roku', 'najlepszego debiutanta' oraz najlepiej punktującego (Trophée Jean Béliveau), stając się przy tym pierwszym w historii, który zdobył wszystkie trzy najważniejsze nagrody naraz. Świetna gra zaowocowała powołaniem do juniorskiej reprezentacji Kanady. Crosby był w niej jedynym zawodnikiem poniżej 18 roku życia. Zdobywając bramkę na mistrzostwach świata juniorów został najmłodszym w historii strzelcem bramki na tej imprezie. W 2004 odrzucił ofertę 3-letniego kontraktu opiewającego na 7,5 mln dolarów od WHA, ze względu na marzenie gry w NHL. Kolejny sezon w Rimouski był równie dobry jak poprzedni, zwieńczony kilkoma nagrodami indywidualnymi; utwierdził jego status najlepszego prospekta na świecie. Przez wielu porównywany był do zawodników takich jak Wayne Gretzky czy Bobby Orr. Do 2005 roku rozegrał 121 meczów, podczas których zdobył 303 punkty.  W tym samym czasie uczęszczał i ukończył Harrison Trimble High School w Moncton.

## NHL

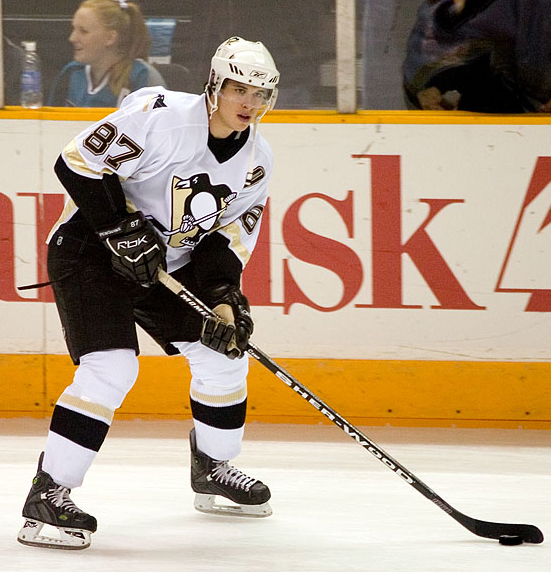
Sidney Crosby w barwach Pittsburgh Penguins (2006)

### 2005 - 2006
Okrzyknięty następcą Wayne’a Gretzky’ego junior, został wybrany z numerem pierwszym w pierwszej rundzie draftu w Ottawie przez Pittsburgh Penguins. Oczekiwania od nowego zawodnika były wysokie, ciążyła na nim wielka presja, sam Mario Lemieux mówił, że Sidney „ma wszystko, czego potrzeba, by być najlepszym”. W najlepszej hokejowej lidze świata zadebiutował 5 października 2005 roku. W pierwszym sezonie występów w NHL Crosby zagrał w 81 spotkaniach, strzelając 39 bramek oraz zaliczając 63 asysty, co w klasyfikacji kanadyjskiej dało 102 punkty. Wynik ten sprawił, że Crosby stał się najmłodszym zawodnikiem w historii, który w sezonie zasadniczym zdobył ponad 100 punktów w klasyfikacji kanadyjskiej.
Mimo świetnej gry nie znalazł się w olimpijskiej kadrze Kanady na igrzyska w Turynie. Wystąpił jednak na mistrzostwach świata, gdzie zaliczył bardzo udany występ - 8 goli i 16 punktów dało mu zwycięstwo w klasyfikacji kanadyjskiej, miano najlepszego napastnika oraz miejsce w drużynie gwiazd mistrzostw.
Przez wielu zawodników i trenerów był postrzegany jako gracz niedojrzały mentalnie, który żali się sędziom, nie potrafi grać twardo; niektórzy wprost nazywali go „mięczakiem”.

### 2006 - 2007
W drugim sezonie nie zwolnił tempa. Wraz z Jewgienijem Małkinem i Jordanem Staalem stanowił o sile ofensywy zespołu. 28 października, w meczu wyjazdowym z odwiecznymi rywalami z Filadelfii, zdobył swój pierwszy w karierze hat trick w NHL. Sześć tygodni później, 13 grudnia, ponownie w meczu z Flyers, zdobył rekordowe w karierze 6 punktów (1 bramka i 5 asyst) i wyszedł na prowadzenie klasyfikacji kanadyjskiej. Pozycji lidera nie oddał do końca sezonu, stając się najmłodszym od czasów Wayne’a Gretzky’ego (1980) zwycięzcą tejże klasyfikacji oraz najmłodszym w historii zawodnikiem, który dwukrotnie zakończył sezon mając na koncie 100 lub więcej punktów (120 punktów - 36 bramek i 84 asysty).
Po zakończeniu sezonu zasadniczego przyznał, że ostatni miesiąc rozgrywek grał ze złamaną kością w lewej stopie, w związku z czym nie zagrał na mistrzostwach świata.

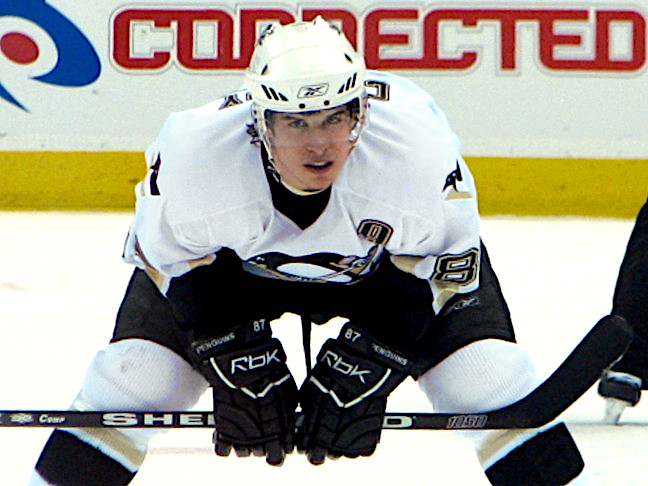
Sidney Crosby, 2007

Drugi sezon Crosby’ego był też przełomowym dla całej drużyny z Pittsburgha. Ostatnia drużyna poprzedniego sezonu, ten zakończyła na 5 miejscu w lidze i pierwszym od 2001 roku występem w play-off. W rywalizacji o puchar Stanleya zdobył 5 punktów w 5 meczach.
Po odpadnięciu Pingwinów z play-off, został wybrany 31 maja kapitanem drużyny i stał się tym samym najmłodszym (19 lat, 9 miesięcy i 24 dni) kapitanem w historii NHL.
Crosby otrzymał za ten sezon trzy nagrody - Ted Lindsay Award, Hart Memorial Trophy oraz Art Ross Trophy. Został też wybrany do pierwszej drużyny gwiazd NHL.

### 2007 - 2008
Przedłużył wygasający kontrakt z klubem do sezonu 2012/213, zgodnie z którym każdego roku miał otrzymywać kwotę 8,7 mln dolarów.
Jego trzeci sezon w NHL był zarazem pierwszym w roli kapitana Pingwinów. 20 grudnia w meczu przeciwko Boston Bruins zaliczył „Gordie Howe hat trick” (gol, asysta i bójka w jednym meczu). Starcie z obrońcą Bruins, Andrew Ferencem, było zarazem pierwszą walką Crosby’ego w karierze. Miesiąc później w meczu z Tampa Bay Lightning doznał zwichnięcia kostki, co na kilka tygodni wykluczyło go z gry (m.in. w Meczu Gwiazd). Powrócił 4 marca w spotkaniu z „Błyskawicami” i zaliczył asystę, jednak ze względu na odczuwalne skutki kontuzji zdecydował się na dłuższą przerwę w grze. Przez uraz opuścił w sumie 28 meczów, a w rozegranych 53 zdobył aż 72 punkty.
Klub z Pittsburgha wygrał Dywizję Atlantycką i zajął drugie miejsce w Konferencji Wschodniej. „Pingwiny” dotarły, po raz pierwszy od 1992, do finału Pucharu Stanleya, pokonując kolejno „Senatorów”, New York Rangers i w finale konferencji największych rywali - Philadelphia Flyers. W decydującej potyczce o puchar musieli jednak uznać wyższość hokeistów z Detroit. Crosby w 20 meczach zdobył 27 punktów (6 bramek i 21 asyst), tyle samo co Henrik Zetterberg, zdobywca Conn Smythe Trophy.
W 2007 roku został wybrany najlepszym sportowcem Kanady, jako pierwszy hokeista od 14 lat.

### 2008 - 2009

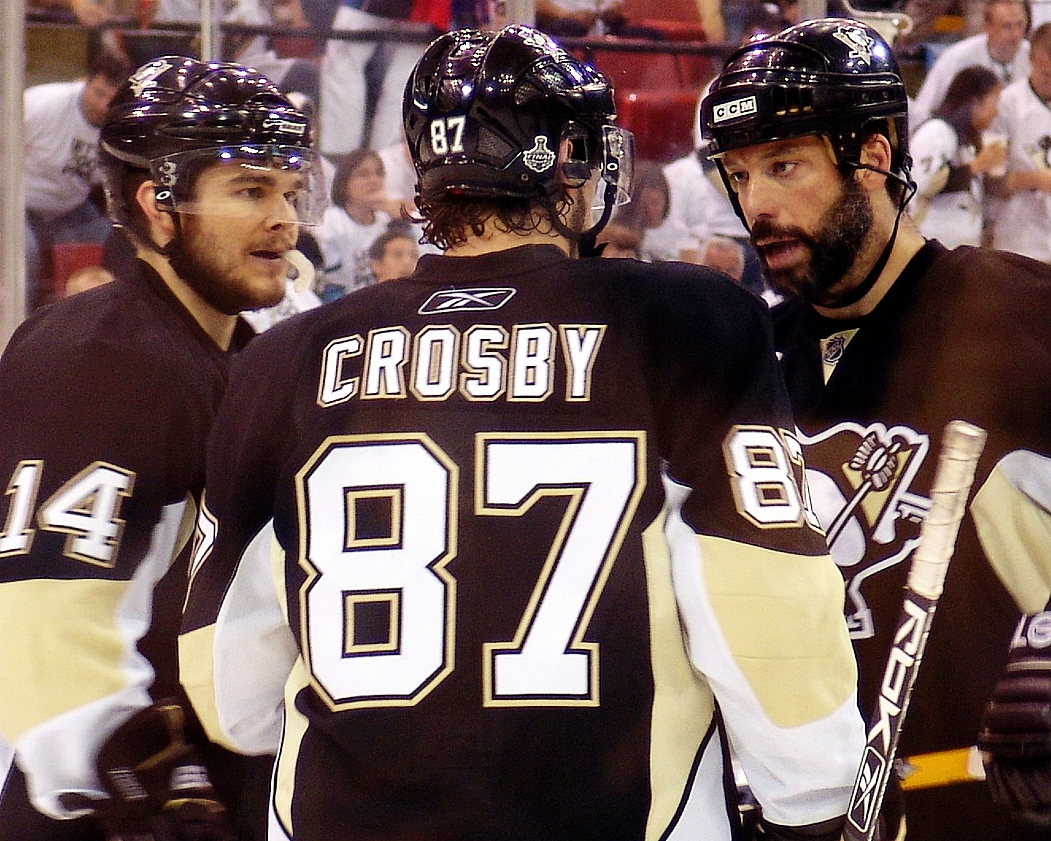
Sidney Crosby, Bill Guerin i Chris Kunitz podczas 6 meczu finału Pucharu Stanleya

18 października w meczu z Maple Leafs  strzelił bramkę i czterokrotnie asystował, osiągając jednocześnie setną bramkę i dwusetną asystę w karierze. W tym samym meczu Jewgienij Małkin, asystując przy trafieniu Crosby’ego, zdobył swój punkt numer 200 w karierze. Doskwierały mu pewne mniejsze urazy, przez które opuścił kilka meczów. 29 listopada w meczu z New Jersey Devils zdobył swój drugi w karierze, a pierwszy na własnym lodowisku hat trick. W sezonie zasadniczym zdobył 103 punkty, plasując się na trzecim miejscu klasyfikacji najlepiej punktujących (klasyfikację tę wygrał Jewgienij Małkin).
Do play-off Pittsburgh Penguins przystępowali jako obrońcy Wales Trophy. Emocjonująco ułożyła się drabinka zmagań o puchar. Po pokonaniu w pierwszej rundzie rywali z Filadelfii, drużynie z Pensylwanii przyszło się zmierzyć z Washington Capitals, których liderem był Aleksandr Owieczkin. Seria ta była zatem starciem trzech najlepiej punktujących zawodników w lidze. W drugim meczu obaj, Crosby i Owieczkin, zanotowali hat trick, co zarazem było ich pierwszym hat trickiem w karierze zdobytym w play-off. Penguins wygrali serię 4-3, a w decydującym starciu Sid-the-kid strzelił 2 bramki. W finale konferencji gładko zwyciężyli z Carolina Hurricanes, broniąc tytułu wywalczonego przed rokiem.
Finał Pucharu Stanleya był rewanżem rozstrzygnięcie sprzed roku. Drugi raz z rzędu naprzeciw siebie stanęli zawodnicy Pittsburgh Pengins i Detroit Red Wings. Tym razem lepsza okazała się drużyna Crosby’ego, która w decydującym, siódmym, starciu pokonała Red Wings na ich lodowisku. Sidney Crosby jako najmłodszy w historii kapitan odebrał Puchar Stanleya.
W play-off Crosby zagrał w 24 spotkaniach, zdobywając 31 bramek. Dało mu to drugie miejsce w klasyfikacji, za Jewgienijem Małkinem.
Biegł z ogniem olimpijskim ulicami Halifaksu.

### 2009 - 2010

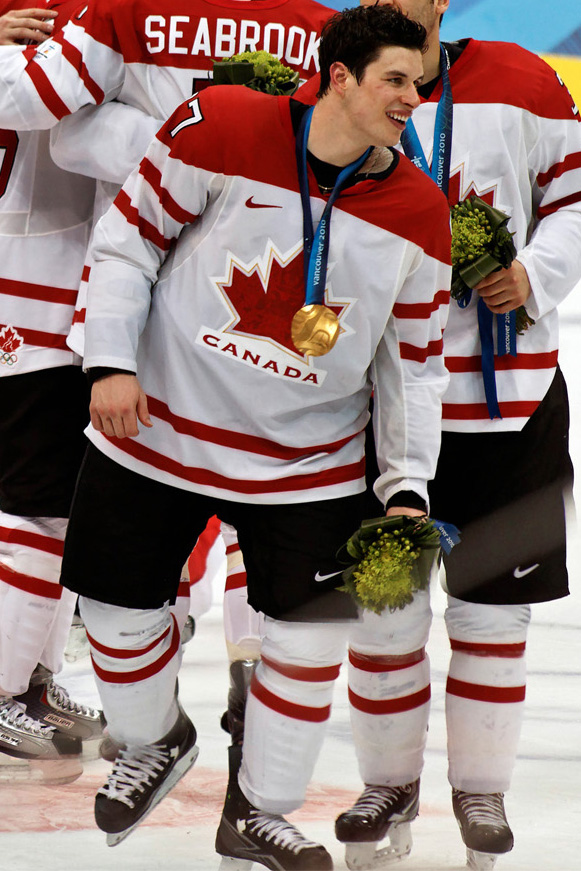
Sidney Crosby w barwach reprezentacji Kanady na Igrzyskach Olimpijskich 2010

Zdobywając 51 goli, wraz ze Stevenem Stamkosem zajął pierwsze miejsce w klasyfikacji strzelców. 58 asyst dające w sumie 109 punktów, dało mu drugie miejsce w klasyfikacji kanadyjskiej ex aequo z Aleksandrem Owieczkinem. Został również nagrodzony Mark Messier Leadership Award.
W wieku 22 lat i 244 dni Crosby stał się trzecim, po Mario Lemieuxie i Wayne Gretzkim, najmłodszym zawodnikiem w historii NHL, który zdobył 500 punktów (181 bramek i 320 asyst).
Penguins odpadli z play-off w drugiej rundzie, po porażce w siedmiu meczach z Montreal Canadiens. W 13 meczach zdobył 19 punktów, ale w siedmiu meczach z Canadiens zaledwie 5.

#### Vancouver 2010
30 grudnia został powołany jako alternatywny kapitan do reprezentacji Kanady na igrzyska olimpijskie w Vancouver.
Od gospodarzy turnieju oczekiwano zwycięstwa, a każdy inny wynik uznany byłby za porażkę. Na zawodnikach ciążyła duża presja, a największe nadzieje Kanadyjczycy pokładali w Sidneyu Crosbym.
Zawodził od początku turnieju, zdobywając w fazie grupowej tylko jedną bramkę w rzutach karnych w meczu ze Szwajcarią. Nie zdobył ani jednego punktu w meczach ćwierćfinałowym z Rosją i półfinałowym ze Słowacją. Mimo ogólnie słabego turnieju stał się bohaterem Kanady, strzelając decydującego gola w siódmej minucie i czterdziestej sekundzie dogrywki w finałowym starciu z USA. Do dziś o bramce tej mówi się „golden goal”.
W całym turnieju Crosby zagrał w siedmiu meczach, zdobywając tyle samo punktów.
Po strzeleniu zwycięskiego gola Sid-the-kid rzucił w trybuny kij i rękawice, za których odnalezienie sponsor Sida - Reebok Canada - ufundował nagrodę wysokości 10 tysięcy dolarów kanadyjskich.

### 2010 - 2011
Rozegrał bardzo dobrą pierwszą część sezonu, zdobywając 66 punktów w 41 meczach. 3 stycznia został wybrany do meczu gwiazd, zdobywając największą ilość głosów kibiców.
5 stycznia w meczu z Tampa Bay Lightning doznał wstrząśnienia mózgu i obrażeń wewnętrznych po starciu z Victorem Hedmanem. Ze względu na zły stan nie mógł wystąpić w meczu gwiazd.  W marcu odbył pierwsze mocno ograniczone treningi, jednak nie był gotowy podjąć większego wysiłku.
Uraz okazał się na tyle poważny, że nie wystąpił do końca sezonu regularnego i w play-off. Mimo tego i tak został najlepiej punktującym zawodnikiem Pingwinów, i stał się rekordzistą pod względem najmniejszej liczby rozegranych meczów przez lidera klasyfikacji kanadyjskiej danego zespołu. W sezonie tym w sumie opuścił 41 spotkań i tyle samo rozegrał.
Crosby zmuszony był pauzować 11 miesięcy, a całe zdarzenie wywołało dyskusję na temat zmiany przepisów dotyczących bezpieczeństwa zawodników.

### 2011 - 2012

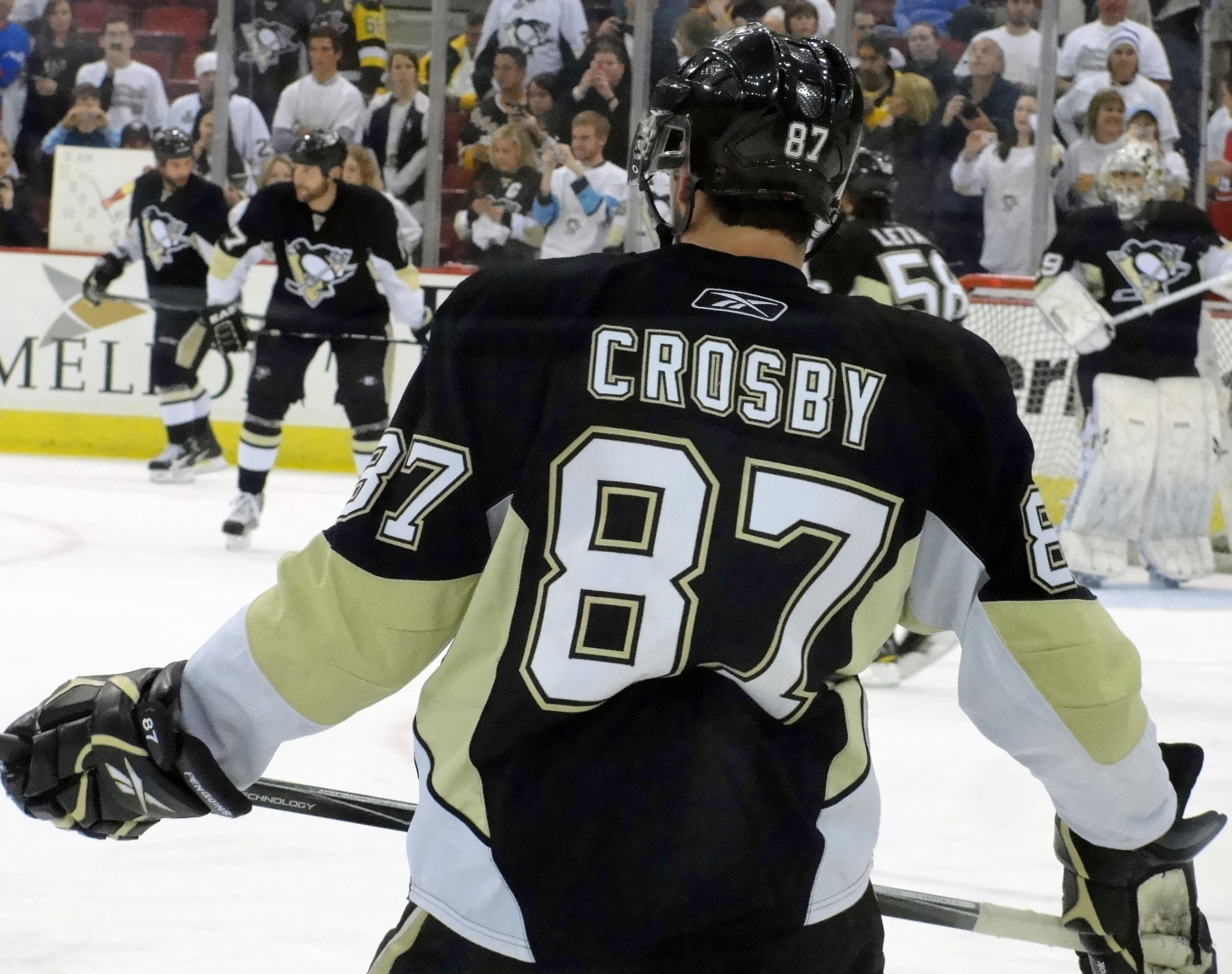
Sidney Crosby, 2010

Pierwsze 20 meczów sezonu opuścił. Na lód powrócił po 320 dniach przerwy, 21 listopada w meczu z New York Islanders. Został gorąco przywitany przez kibiców i już w 6. minucie odwdzięczył się pierwszym trafieniem dla Pens. Mecz zakończył z 2 bramkami i 2 asystami przy golach Małkina i Orpika. Po zagraniu kolejnych kilku spotkań powróciły bóle i zawroty głowy, co zmusiło go do kolejnej przerwy w grze. Na dobre do gry wrócił 15 marca, zaliczając asystę w meczu z New York Rangers. Zagrał tylko w 22 meczach, w których zdobył 37 punktów, w tym jego 600 punkt w karierze.
Był ambasadorem zimowych igrzysk olimpijskich młodzieży 2012.

### 2012 - 2013
Rozpoczęcie sezonu 2012/2013 zostało przesunięte ze względu na lokaut. Wielu zawodników wyjechało do Europy by tam trenować i grać do czasu osiągnięcia porozumienia, jednak Crosby został czekając na rozstrzygnięcia na miejscu.
Gra Crosby’ego wyglądała dobrze, w 36 meczach zdobył 56 punktów. Dobra passa przerwana została 30 marca, kiedy odniósł kolejną groźną kontuzję, gdy trafił go krążek w twarz uderzony przez partnera z drużyny, w wyniku czego stracił kilka zębów, doznał złamania szczęki i konieczna była operacja. W związku z kontuzją opuścił ostatnie 12 meczów. Mimo tego zajął czwarte miejsce w klasyfikacji kanadyjskiej, przegrywając ze zwycięzcą, Martinem St. Louis o zaledwie cztery punkty.
Na lód powrócił 3 maja, w drugim meczu pierwszej rundy play-off, w której Penguins podejmowali New York Islanders. Choć Crosby strzelił dwie bramki, jego zespół przegrał mecz. Ostatecznie Pens serię wygrali, a Crosby w pięciu meczach strzelił 3 bramki i zaliczył 6 asyst. W drugiej rundzie w pięciu meczach odprawili Ottawa Senators, Sidney Crosby w drugim meczu zaliczył hat tricka, a w całej serii zdobył 6 punktów. W drodze do finału Pucharu Stanleya zostali zatrzymani w finale konferencji przez Boston Bruins. Będący w niesamowitej dyspozycji Tuukka Rask zatrzymał ofensywę Pens, broniąc 134 ze 136 strzałów (.985%). Świetnie do tej pory spisujący się Crosby nie zdołał ani razu pokonać bramkarza „Misiów”.

### 2013 - 2014
Był to pierwszy od kilku lat sezon, w którym nie doznał żadnej kontuzji. Rozegrał 80 spotkań pierwszy raz od sezonu 2009/2010. Pierwszy raz w karierze wygrał klasyfikację  najlepiej asystujących (68 asyst). Zdobył 36 goli, co dało łącznie 104 punkty w klasyfikacji kanadyjskiej.
Po raz drugi w karierze został wybrany najlepszym zawodnikiem sezonu przez dziennikarzy (Hart Memorial Trophy) i zawodników (Ted Lindsay Award) oraz otrzymał nagrodę za zwycięstwo w punktacji kanadyjskiej (Art Ross Trophy).
Mimo udanego sezonu zasadniczego jego występ w play-off nie był satysfakcjonujący. Po odpadnięciu z rozgrywek okazało się, że Sidney ma problemy z prawym nadgarstkiem i rozważana jest artroskopia. Ostatecznie jednak zrezygnowano z tego rozwiązania i postanowiono kontynuować dotychczasowe zabiegi.

#### Soczi 2014
Został powołany do kadry Kanady, tym razem w roli kapitana.
Podobnie jak przed czterema laty mało punktował. Pierwszego gola na igrzyskach zdobył dopiero w zwycięskim meczu finałowym ze Szwecją.

### 2014 - 2016
Uczestniczył w turnieju mistrzostw świata w 2015 z reprezentacją Kanady zdobył złoty medal. Tym samym został członkiem Triple Gold Club. Brał udział w turnieju Pucharu Świata 2016.

## Sukcesy

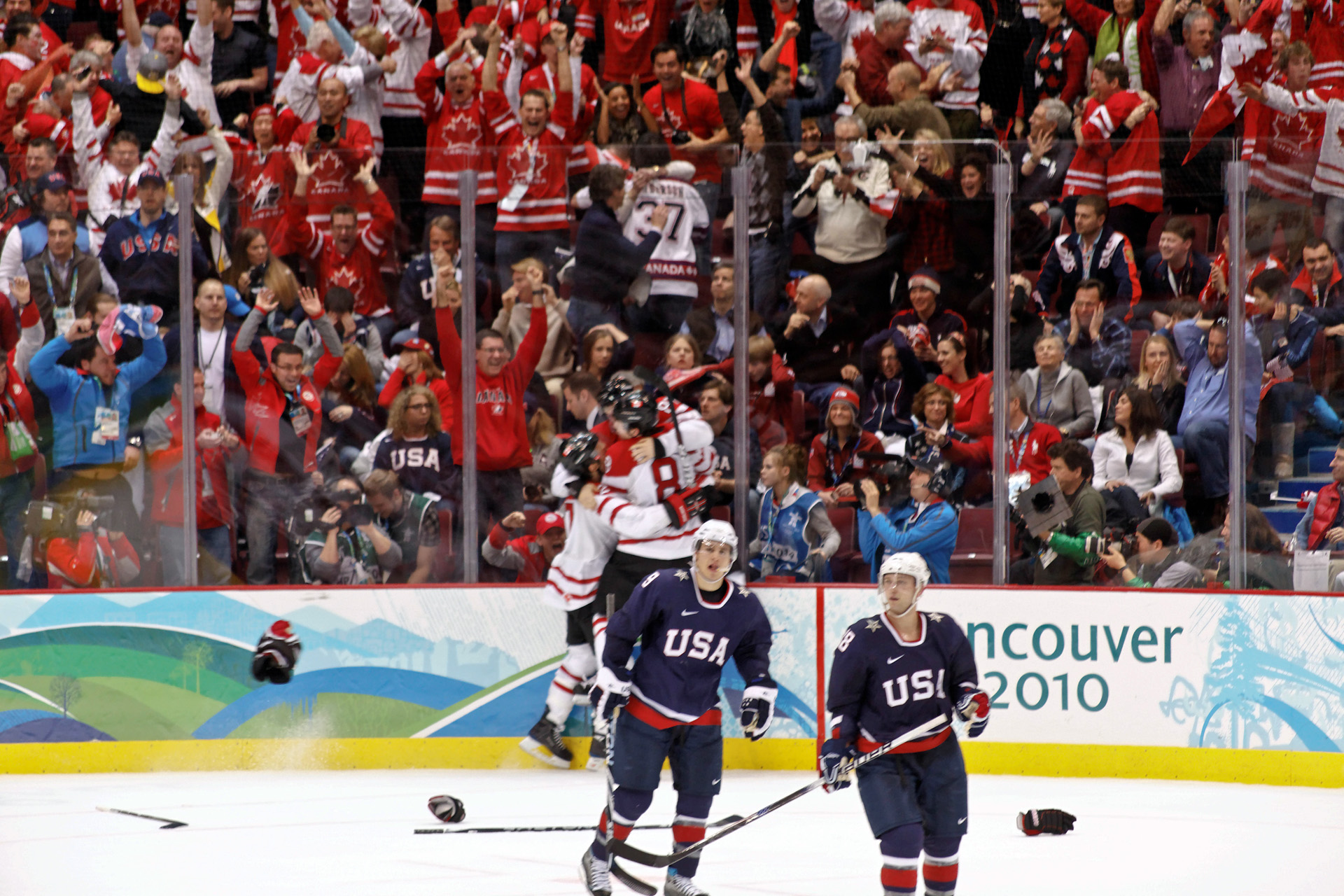
Sidney Crosby świętuje „złotego gola” (2010)

Reprezentacyjne
- Srebrny medal mistrzostw świata juniorów do lat 20: 2004
- Złoty medal mistrzostw świata juniorów do lat 20: 2005
- Złoty medal zimowych igrzysk olimpijskich: 2010, 2014
- Złoty medal mistrzostw świata: 2015
- Puchar Świata: 2016

Klubowe
- Trophée Jean Rougeau: 2005 z Rimouski Océanic
- Coupe du Président - mistrzostwo QMJHL: 2005 z Rimouski Océanic
- Puchar Stanleya: 2009, 2016, 2017 z Pittsburgh Penguins

## Wyróżnienia
| Nagroda                                 | Rok  |
| MVP krajowych mistrzostw                | 2002 |
| Najlepszy strzelec krajowych mistrzostw | 2002 |

| Nagroda                                                | Rok        |
| Coupe RDS (najlepszy pierwszoroczniak)                 | 2004       |
| Michel Bergeron Trophy (Najlepszy ofensywny debiutant) | 2004       |
| Drużyna gwiazd pierwszoroczniaków QMJHL                | 2004       |
| Pierwszy skład gwiazd QMJHL                            | 2004, 2005 |
| Michel Brière Trophy (MVP QMJHL)                       | 2004, 2005 |
| Jean Béliveau Trophy (lider klasyfikacji kanadyjskiej) | 2004, 2005 |
| Paul Dumont Trophy (największa osobowość QMJHL)        | 2004, 2005 |
| Telus Cup (Najlepszy napastnik QMJHL)                  | 2004, 2005 |
| Pierwsze miejsce klasyfikacji asystentów               | 2004, 2005 |
| Pierwsze miejsce klasyfikacji strzelców                | 2005       |
| Mike Bossy Trophy (najlepszy prospekt)                 | 2005       |
| Guy Lafleur Trophy (MVP play-off)                      | 2005       |

| Nagroda                                      | Rok        |
| Najlepszy pierwszoroczniak CHL               | 2004       |
| Skład gwiazd pierwszoroczniaków CHL          | 2004       |
| Najlepszy zawodnik roku CHL                  | 2004, 2005 |
| Pierwszy skład gwiazd CHL                    | 2004, 2005 |
| Najlepszy zawodnik klasyfikacji kanadyjskiej | 2004, 2005 |
| Canada Post Cup (trzy gwiazdy)               | 2004, 2005 |
| Najlepszy prospekt                           | 2005       |
| Skład gwiazd Memorial Cup                    | 2005       |
| Ed Chynoweth Trophy                          | 2005       |

| Nagroda                                                    | Rok                                   |
| pierwszoroczniak miesiąca                                  | październik 2005                      |
| NHL All-Rookie Team                                        | 2006                                  |
| NHL All-Star Game                                          | 2007, 2008†, 2009†, 2011†, 2017, 2018 |
| Pierwszy skład gwiazd                                      | 2007, 2013, 2014                      |
| Art Ross Memorial Trophy (lider klasyfikacji kanadyjskiej) | 2007, 2014                            |
| Ted Lindsay Award (najlepszy zawodnik)                     | 2007, 2013, 2014                      |
| Trofeum Harta (najlepszy zawodnik)                         | 2007, 2014                            |
| Mark Messier Leadership Award (lider drużyny)              | 2007 (styczeń), 2011                  |
| Stanley Cup                                                | 2009                                  |
| Maurice Richard Trophy (najwięcej bramek)                  | 2010                                  |
| Drugi skład gwiazd                                         | 2010                                  |

| Nagroda                                                | Rok  |
| Najlepszy strzelec (8 goli)                            | 2006 |
| Najlepszy zawodnik klasyfikacji kanadyjskiej (16 pkt.) | 2006 |
| Najlepszy napastnik turnieju                           | 2006 |
| Skład gwiazd turnieju                                  | 2006 |

| Nagroda                                                         | Rok                                |
| Lou Marsh Trophy - sportowiec Kanady gazety Toronto Star        | 2007, 2009                         |
| Lionel Conacher Award - sportowiec Kanady według Canadian Press | 2007, 2009, 2010                   |
| ESPY Award - najlepszy zawodnik NHL według ESPN                 | 2007, 2008, 2009, 2010, 2013, 2014 |
| Order Nowej Szkocji                                             | 2008                               |
| Najlepszy sportowiec do lat 25 według Sporting News             | 2010                               |
| The Hockey News Saku Koivu Award (najlepszy powrót)             | 2013                               |
| The Hockey News Mario Lemieux Award (najlepszy zawodnik)        | 2013                               |
| Triple Gold Club (jako 26. zawodnik)                            | 2015                               |

W 2013 r. został odznaczony Medalem Diamentowego Jubileuszu Królowej Elżbiety II (odmianą kanadyjską).
Pod koniec grudnia 2022 ogłoszono, że Sidney Crosby został odznaczony tytułem Oficera Orderu Kanady (formalne nadanie datowane jest na 16 listopada 2021).

## Statystyki

### Sezon zasadniczy i play-off
| 1999–00     | Cole Harbour Red Wings | Peewee AAA  | 70  | –   | –   | 200  | —   | –   | –  | –   | –   | —  |
| 1999–00     | Cole Harbour Red Wings | Bantam AAA  | 1   | 1   | 3   | 4    | —   | –   | –  | –   | –   | —  |
| 2000–01     | Cole Harbour Red Wings | Bantam AAA  | 63  | 86  | 96  | 182  | —   | 5   | 10 | 6   | 16  | —  |
| 2001–02     | Dartmouth Subways      | Midget AAA  | 74  | 95  | 98  | 193  | 114 | 7   | 11 | 13  | 24  | 0  |
| 2002–03     | Shattuck St. Mary’s    | Midget AAA  | 57  | 72  | 90  | 162  | 104 | –   | –  | –   | –   | —  |
| 2003–04     | Rimouski Océanic       | QMJHL       | 59  | 54  | 81  | 135  | 74  | 9   | 7  | 9   | 16  | 10 |
| 2004–05     | Rimouski Océanic       | QMJHL       | 62  | 66  | 102 | 168  | 84  | 13  | 14 | 17  | 31  | 16 |
| QMJHL razem | QMJHL razem            | QMJHL razem | 121 | 120 | 183 | 303  | 158 | 21  | 21 | 26  | 47  | 26 |
| 2005–06     | Pittsburgh Penguins    | NHL         | 81  | 39  | 63  | 102  | 110 | –   | –  | –   | –   | —  |
| 2006–07     | Pittsburgh Penguins    | NHL         | 79  | 36  | 84  | 120  | 60  | 5   | 3  | 2   | 5   | 4  |
| 2007–08     | Pittsburgh Penguins    | NHL         | 53  | 24  | 48  | 72   | 39  | 20  | 6  | 21  | 27  | 12 |
| 2008–09     | Pittsburgh Penguins    | NHL         | 77  | 33  | 70  | 103  | 76  | 24  | 15 | 16  | 31  | 14 |
| 2009–10     | Pittsburgh Penguins    | NHL         | 81  | 51  | 58  | 109  | 69  | 13  | 6  | 13  | 19  | 6  |
| 2010–11     | Pittsburgh Penguins    | NHL         | 41  | 32  | 34  | 66   | 31  | –   | –  | –   | –   | —  |
| 2011–12     | Pittsburgh Penguins    | NHL         | 22  | 8   | 29  | 37   | 14  | 6   | 3  | 5   | 8   | 9  |
| 2012–13     | Pittsburgh Penguins    | NHL         | 36  | 15  | 41  | 56   | 16  | 14  | 7  | 8   | 15  | 8  |
| 2013–14     | Pittsburgh Penguins    | NHL         | 80  | 36  | 68  | 104  | 46  | 13  | 1  | 8   | 9   | 4  |
| 2014–15     | Pittsburgh Penguins    | NHL         | 77  | 28  | 56  | 84   | 47  | 5   | 2  | 2   | 4   | 0  |
| 2015–16     | Pittsburgh Penguins    | NHL         | 80  | 36  | 49  | 85   | 42  | 24  | 6  | 13  | 19  | 4  |
| 2016–17     | Pittsburgh Penguins    | NHL         | 75  | 44  | 45  | 89   | 24  | 24  | 8  | 19  | 27  | 10 |
| 2017–18     | Pittsburgh Penguins    | NHL         | 82  | 29  | 60  | 89   | 46  | 12  | 9  | 12  | 21  | 6  |
| NHL razem   | NHL razem              | NHL razem   | 864 | 411 | 705 | 1116 | 620 | 160 | 66 | 119 | 185 | 77 |

## Rekordy
Mistrzostwa świata
- Najmłodszy zwycięzca klasyfikacji kanadyjskiej[94]

Pittsburgh Penguins
- Najwięcej asyst (62) i punktów (102) w kategorii pierwszoroczniaka

NHL
- Pierwszy pierwszoroczniak, który zdobył 100 punktów i 100 minut karnych[95][96]
- Najmłodszy zawodnik, który zdobył 100 punktów w jednym sezonie (18 lat i 253 dni)[30]
- Najmłodszy zawodnik, który zdobył 200 punktów w karierze (19 lat i 207 dni)[97]
- Najmłodszy zawodnik, który dwukrotnie zdobył 100 punktów w jednym sezonie (19 lat i 215 dni)[40]
- Najmłodszy zawodnik wybrany do meczu gwiazd[98]
- Najmłodszy kapitan, który wygrał Stanley Cup[9]
- Najmłodszy zdobywca Art Ross i Ted Lindsay Trophy
- Najmniej rozegranych meczów w sezonie lidera klasyfikacji kanadyjskiej swojego zespołu[70]